# Алан Бин
Алан ЛаВерн „Ал” Бин (енгл. Alan LaVern "Al" Bean; Вилер, 15. март 1932 — Хјустон, 26. мај 2018) био је амерички пилот, ваздухопловни инжењер и астронаут; четврти човек на Месецу. Изабран је за астронаута 1963. године.

## Биографија
Пре него што је изабран за астронаута, летео је као борбени пилот на F-9 кугару и А-4 Скајхоку у Америчкој ратној морнарици, којој се придружио по завршетку факултета 1955. Пошто је успешно окончао обуку у елитној морнаричкој школи за пробне пилоте у Пакс Риверу, Мериленд, летео је у том својству, а у школи је упознао свог будућег Аполо колегу, Пита Конрада, који му је био инструктор. Као пробни пилот и изабран је за астронаута од стране НАСА, након што је годину дана раније одбијен. У свемир је летео два пута, као пилот лунарног модула Апола 12 (селектован након смрти Клифтона Вилијамса, који је првобитно одређен за ту позицију) и као командант Скајлаба 3, друге мисије на свемирској станици Скајлаб. Провео је 69 дана у свемиру, четврти је човек на Месецу и један од 24.-ице који су путовали на њега. Двапут се нашао и у улози резервног команданта, за мисије Џемини 10 и Аполо-Сојуз Тест Пројекат, и члана резервне посаде за лет Аполо 9.
Након што је ракета Сатурн V полетела, удар грома је пореметио електрику на летелици и довео у питање даљу реализацију мисије Аполо 12. Један од специјалиста у контроли лета у Хјустону, Џон Арон, изашао је са решењем које је ушло у алманахе НАСА: "Flight, try SCE to Aux." То је значило да се електронски систем за сигнализацију премести у помоћни режим, што ће омогућити несметано функционисање чак и у условима ниске волтаже. Командант лета Конрад није знао о чему се ради, као ни пилот командног модула Гордон, али је Бин препознао команду, извршио је и тако спасао мисију.
Шкотланђанин пореклом, на Месец је понео и комадић тартана клана МекБин, чији је потомак. Посада Апола 12 остала је упамћена као All-Navy crew, јер су сва три астронаута били официри Морнарице.
Током каријере је забележио 7.145 часова лета, од чега 4.890 на млазњацима.
По завршетку средње школе 1949. године, служио је годину дана у Морнаричкој резерви као техничар за електронику, а 1950. је добио частан отпуст и пошао на студије Универзитета Тексас, на ком је дипломирао као ваздухопловни инжењер 1955. године. На факултету је био морнарички стипендиста.
Из Морнарице се пензионисао у чину капетана 1975, а НАСА-у је напустио јуна 1981. године и активно се почео бавити сликарством. Насликао је бројне Месечеве пејзаже и дочарао на платну космичке авантуре њега и његових колега из времена Аполо мисија.
Бин је у младости био члан Младих извиђача САД и имао је чин First Class Scout. Члан је неколико кућа славних и носилац бројних друштвених признања, цивилних и војних одликовања. Женио се два пута, и има сина и ћерку из првог брака. Био је последњи живи члан посаде Апола 12, до смрти 26. маја 2018. године. Сахрањен је уз војне почасти на Националном гробљу Арлингтон.

## Галерија
- Бин током тренинга за лет на Месец, 1969. године
- Бин током последњих припрема пред лет Апола 12, 1969. године
- Бин на Месецу, 1969. године
- Званични НАСА портрет Алана Бина, 1971. година
- Бин чита књигу у тренуцима одмора на Скајлабу, 1973. године
- Бин као командант Скајлаба 3 у свемирској шетњи, 1973. године
- Бин у друштву са Валентином Терешковом, првом женом у космосу, 1977. године
- Након каријере у Морнарици и НАСА, Бин се посветио сликарству. 2009. година